# Gustav Hertz
Pour les articles homonymes, voir Hertz (homonymie).
Compléments
Carl Hellmuth Hertz et Johannes Hertz (fils)
Gustav Ludwig Hertz, né le 22 juillet 1887 à Hambourg (Empire allemand) et mort le 30 octobre 1975 à Berlin-Est, est un physicien allemand.
Neveu d’Heinrich Hertz, il fut colauréat avec James Franck du prix Nobel de physique de 1925 « pour leur découverte des lois régissant la collision d'un électron sur un atome ».

## Biographie

### Études et service militaire
Hertz étudia à l'université de Göttingen (1906–1907), l’Université Louis-et-Maximilien de Munich (1907–1908) et à l’Université de Berlin (1908–1911). Il obtint son doctorat en 1911 sous la direction de Heinrich Rubens,.
De 1911 à 1914, Hertz fut l’assistant de Rubens à l’Université de Berlin. C'est à cette époque qu'avec James Franck il réalisa les expériences de collisions inélastiques d’électrons dans les gaz, connues depuis comme l’Expérience de Franck et Hertz, et qui leur valut le prix Nobel de physique en 1925.
Au cours de la Première Guerre mondiale, Hertz servit dans le génie militaire (Pionierregiment 35) dans les unités chargées de l'emploi de gaz de combat, sous le commandement de Fritz Haber. Gazé sur le front russe (actuelle Pologne) le 7 juillet 1915, il fut démobilisé en 1917 et exerça à l’Université de Berlin comme privat-docent. En 1920, il fut recruté comme chercheur aux usines Philips de lampe à incandescence d’Eindhoven, jusqu'à ce qu'en 1925, il obtienne la chaire de professeur titulaire et directeur de l’Institut de Physique de l’Université de Halle-Wittemberg.

### L'entre-deux-guerres
Puis en 1928, il fut nommé professeur titulaire de physique expérimentale et directeur de l’Institut de Physique de l’Université technique de Berlin à Berlin-Charlottenbourg. Là, il mit au point un procédé de séparation isotopique fondé sur la diffusion gazeuse. En tant qu'officier de la Première Guerre mondiale, Hertz fut temporairement épargné par la politique raciale des nazis et l'adoption d'une Loi allemande sur la restauration de la fonction publique du 7 avril 1933, mais finalement les lois antisémites se firent de plus en plus restrictives, le contraignant à démissionner de l'université en 1934 en tant que « juif au second degré » (son père avait des origines juives, mais était de confession luthérienne, et sa mère n'était pas juive). Il trouva un emploi de chercheur chez Siemens, en tant que directeur du Laboratoire de Recherches no II. Là, il poursuivit ses recherches en physique atomique et sur les ultrasons, mais interrompit ses études sur la séparation des isotopes. Il devait conserver ce poste jusqu'à son départ pour l’Union soviétique en 1945,,.

### Au service de l'Union soviétique
Hertz, préoccupé par sa sécurité personnelle, cherchait depuis des années à fuir l'Allemagne avec son collègue et co-lauréat Franck. Après le débarquement allié, ils conclurent un pacte avec d'autres physiciens allemands : Manfred von Ardenne, directeur du laboratoire de physique électronique de Lichterfelde ; Peter Adolf Thiessen (en), membre du parti nazi, professeur ordinaire de l’Université Humboldt de Berlin et directeur de l’Institut Kaiser-Wilhelm de Chimie physique et d’Électrochimie (KWIPC) de Berlin-Dahlem ; et Max Volmer, professeur et directeur de l'Institut de Chimie physique de l’Université technique de Berlin. Ils convinrent que ceux d'entre eux qui parviendraient à contacter les Russes parleraient au nom de leur groupe, avec un triple objectif :
1. éviter le pillage et la destruction de leurs instituts,
2. leur permettre de poursuivre leurs recherches sans grande interruption, et
3. se protéger des persécutions pour tout acte politique commis antérieurement à 1945[11].

Or, au début de 1945, Thiessen parvint à nouer des contacts avec les Soviétiques. Le 27 avril 1945, Thiessen arriva à l’institut von Ardenne dans un blindé de l'Armée rouge, accompagné d'un commandant soviétique, qui était un chimiste d'un certain renom. Les quatre physiciens unis par le pacte furent emmenés en Union soviétique. Hertz prit la tête de l’Institut G, centre de recherches nucléaires installé à Agoudzeri, un faubourg de Goulripchi, à 10 km au sud-est de Soukhoumi (en Abkhazie/Géorgie),. Les tâches incombant à l’Institut G étaient :
1. La séparation d’isotopes de l’uranium par diffusion dans un courant de gaz inertes, technique dont Gustav Hertz était un pionnier,
2. La fabrication d'une pompe à condensation, tâche attribuée à Justus Mühlenpfordt,
3. La conception et la fabrication d'un spectromètre de masse pour déterminer la composition isotopique de l’uranium enrichi, confiée à Werner Schütze,
4. La fabrication de cellules de diffusion en matériau amorphe (céramique) pour les filtres, confiée à Reinhold Reichmann, et
5. la maîtrise de la stabilité et le contrôle d'une cascade de diffusion, confiée à Heinz Barwich, collaborateur de Hertz chez Siemens[13],[15],[16]. Parmi les autres membres de l'Institut G, on trouvait Werner Hartmann (en) et Karl-Franz Zühlke[17].

Von Ardenne fut mis à la tête d'un Institut A, chargé de :
1. la séparation électromagnétique des isotopes, confiée à von Ardenne,
2. le développement des techniques de fabrication de barrières poreuses pour la séparation des isotopes, confié à Peter Adolf Thiessen, et
3. le développement des techniques moléculaires d’enrichissement de l’uranium, confié à Max Steenbeck.

Lors de leur première entrevue Lavrenti Beria, l’idéologue du stalinisme, demanda à von Ardenne de participer à la fabrication de la bombe atomique soviétique ; mais le physicien allemand, pressentant que son implication dans un tel projet lui aliénerait à jamais ses compatriotes, suggéra qu'il travaillerait plus efficacement à ce projet en se concentrant sur l’enrichissement de l’uranium, ce dont son interlocuteur convint. Ainsi, vers la fin des années 1940, près de 300 Allemands étaient employés par l'institut de Soukhoumi, et encore n’étaient-ils pas les seuls « raflés » de l’ancien Reich. L’Institut A, basé dans le faubourg historique de Sinople, forma le noyau de l’institut physico-technique de Soukhoumi,. Quant à Volmer, il fut affecté à l'Institut 9 (NII-9), à Moscou ; on lui confia un bureau chargé de la production d’eau lourde. Au sein de l'Institut A, Thiessen était chargé des techniques de fabrication des barrières poreuses de séparation d’isotope.
En 1949, six savants allemands de Soukhoumi, dont Hertz, Thiessen, et Barwich furent appelés comme experts à l'usine d'enrichissement d’uranium Sverdlovsk-44. De taille plus modeste que l’usine de diffusion gazeuse américaine d’Oak Ridge, ce centre n’atteignait qu'à peine la moitié des 90 % d’enrichissement exigés pour la bombe.
En 1950, Hertz put emménager à Moscou, et l’année suivante, sa collaboration fut saluée par l'attribution du prix Staline de deuxième classe, attribuée conjointement à son collègue Barwich. Simultanément, James Franck et lui-même étaient récompensés de la médaille Max-Planck par la Deutsche Physikalische Gesellschaft. Hertz demeura en Union soviétique jusqu'en 1955.
De retour en République démocratique allemande, Hertz obtint la chaire de professeur de physique de l’Université de Leipzig. De 1955 à 1967, il présida la Société de physique de la République démocratique allemande, et en demeura président honoraire jusqu’en 1975.

### Vie privée
En 1919, Hertz épouse Ellen Dihlmann (1892-1941). Ils ont deux enfants, Carl Hellmuth Hertz et Johannes Hertz, tous deux physiciens. Il épouse ensuite Charlotte Jollasse (1897-1977)

## Affiliations académiques
Hertz fut membre de l’Académie des sciences de la RDA, membre correspondant de l’Académie des sciences de Göttingen, membre honoraire de l’Académie hongroise des sciences, membre de l’Académie tchécoslovaque des sciences, et membre étranger de l’Académie des sciences d’URSS.

## Publications
- J. Franck and G. Hertz Über Zusammenstöße zwischen Elektronen und Molekülen des Quecksilberdampfes und die Ionisierungsspannung desselben, Verh. Dtsch. Phys. Ges. 16 457–467 (1914).
- Gustav Hertz Über das ultrarote Adsorptionsspektrum der Kohlensäure in seiner Abhängigkeit von Druck und Partialdruck. (thèse de doctorat). (Vieweg Braunschweig, 1911)
- Gustav Hertz (éditeur) Lehrbuch der Kernphysik I-III (Teubner, 1961–1966)
- Gustav Hertz (éditeur) Grundlagen und Arbeitsmethoden der Kernphysik (Akademie Verlag, 1957)
- Gustav Hertz Gustav Hertz in der Entwicklung der modernen Physik (Akademie Verlag, 1967)